# Városháza (Aix-en-Provence)
Az aix-en-provence-i városháza (franciául: Hôtel de ville d'Aix-en-Provence) a franciaországi Aix-en-Provence óvárosában, magáról a városházáról elnevezett tér (place de l'Hôtel-de-Ville) nyugati oldalán áll. A 17. században emelt műemlék épületben működik a város polgármesteri hivatala (mairie).

## Az épület
A kétemeletes, olasz barokk mintákat követő épület két ütemben: 1655–1660 és 1665–1671 között  épült. 1995 óta szerepel a francia történelmi emlékek jegyzékében (Monuments historiques classé). Más forrás szerint építése 1678-ig tartott. A terveket, a homlokzati kiképzést Pierre Pavillon (1612–1670) készítette, a díszítőmunkákban Jean-Claude Rambot (1618 k. –1694)  és Jacques Fossé  szobrászok segítették. Az építőanyag, a város számos palotáját is jellemző okkersárga kő a közeli Bibemus kőfejtőből származik. 
Az épület az antik alapokon nyugvó, 1510–1512-ben emelt óratoronyhoz csatlakozik,  melynek alján keskeny átjáró van. Itt volt a kapuja az egykori érseki városnak (bourg Saint-Sauveur). A torony kezdetben csak harangtorony volt, amellyel a várost fenyegető veszélyt jelezték. 1662-ben helyezték el benne a csillagászati órát.
A városháza kapuját két oldalról ikeroszlopok szegélyezik, melyek az emeleti erkélyt támasztják alá. A homlokzaton az emeleteket gyümölcsfüzérekkel díszített párkányzat határolja. Feljebb félköríves timpanon látható, melyet a köztársaság allegorikus mellszobrával töltöttek ki, fölötte a város címerét helyezték el. A fából faragott, oroszlánfejekkel díszített bejáraton és egy kovácsoltvas kapun át macskaköves belső udvarra lehet jutni. Díszes lépcsőház vezet fel az emeleti helyiségekhez és a nagy tanácsteremhez (salle des Etats de Provence), melynek falait provence-i grófok és francia királyok portréi, valamint Provence történetét ábrázoló festmények díszítik.

## Története
A városházát a 14. század végén helyezték át a jelenlegi helyre. Ez évekkel azután történt, hogy 1357-ben megegyeztek a késő-középkori két önálló rész: a provence-i grófok déli városa (ville Comtale) és az egyház (püspökség?) északi városa (bourg Saint-Sauveur) egyesítéséről. A korábbi városháza a l'Annonerie-Vieille nevű téren volt, egy ottani kolostor területén vagy közelében.
V. Károly császár egy hadjárat során, 1536-ban nagy sereggel vonult be Provence-ba és Aix városát is elfoglalta. Mivel Marseille-t és Arles-t csapatainak nem sikerült elfoglalnia, kénytelen volt visszatérni Itáliába. A savoyai herceg parancsára, aki szintén követte őt, visszavonulásukkor felgyújtották Aix-en-Provance-t és a városházát.
Ezt a tűzvészt, „amelyről a történészek nem tesznek említést”, két évvel később a városi tanács üléstermében elhelyezett márványfeliraton rögzítették. A felirat az épület későbbi átépítésekor eltűnt.
1652-ben a városi tanács úgy döntött, hogy az hôtel-de-ville-t romos állapota miatt újjáépítik. Az építkezés és jelentős bővítés azonban csak évekkel később kezdődött el és két lépésben, 1655–1660 között, majd 1665–1671 között valósult meg. 
A tanácstermet díszítő festmények – a provence-i grófok és a francia királyok portréi – elkészítésére helyi festők, Cellony (apa és fia) és Viali kaptak megbízást 1716-ban. Az 1720–1721-ben pusztító pestis miatt azonban 1726-ra fejezték be munkájukat, vagy az talán 1731-ig is elhúzódott.
Az épület kapuja a 18. század elején még egy keskeny kis utcáról nyílt, mely az óratorony alatti átjáróhoz vezetett. 1741-ben a városi tanács elhatározta a városháza fő homlokzatának régóta tervezett kiszabadítását. Ehhez előbb néhány romos házat bontottak le, hogy kiszélesítsék az utcát, majd további házakat kellett felvásárolni és azokat is lebontani. Az új tér Georges Vallon építész irányításával jött létre. 1756-ban állították fel a napjainkban is ott működő díszkutat, Jean-Pancrace Chastel szobrász alkotását (1758-ra készült el), közepén a római építményekből megmentett oszloppal.
A szökőkúton és az óratornyon kívül a Városháza tér további nevezetessége a jelenlegi posta épülete, ami eredetileg a város magtára volt (Hall aux Grains). A teret északon határoló nagyobbik épületszárnyának és timpanonnal díszített homlokzatának megépítésével (Georges Vallon, 1760–1766) alakult ki a városháza előtti tér mai formája. (A magtár kisebbik épületszárnya korábban, már 1718-ban elkészült).
1789. március 25-én (tehát még a párizsi Bastille július 14-ei ostroma előtt) a téren zavargások törtek ki, nyilvánvalóan a búza magas ára miatt. A tömeg betört a városházára, majd megrohanta és kifosztotta  a községi magtárat. A francia forradalom aix-i következményei súlyosabbak voltak: XVI. Lajos francia király trónfosztásának hírére 1792. augusztus 21-én elpusztították a homlokzat szobordíszeinek egy részét, köztük a provence-i grófok mellszobrait.
1868-tól az épületet felújították, a tetőszerkezetet kicserélték és a homlokzatokat restaurálták. A 19. században a belső udvaron állt az aix-i François Truphème szobrász Mirabeau-szobra, mely később a városi Igazságügyi Palotába került, napjainkban is ott látható.
A városháza helyiségeiben helyezték el és 1810-ben avatták fel Méjanes márkinak (Jean-Baptiste Marie de Piquet) a városra örökül hagyott hatalmas könyvtárát. A legalább hatvanezer kötetnyire becsült gyűjtemény lett az alapja a városi könyvtárnak (Bibliothèque Méjanes), amely egészen 1989-ig volt itt. 1975 után egy ideig szintén a városháza adott otthont a Saint-John Perse Alapítvány anyagának is, melyet a Méjane Könyvtárral együtt 1989-ben költöztettek másik helyre. Saint-John Perse francia politikus, Nobel-díjas költő Aix-en-Provence városára hagyta könyvtárát, műveit, életének dokumentumait. Az alapítvány napjainkban is a városban működik.

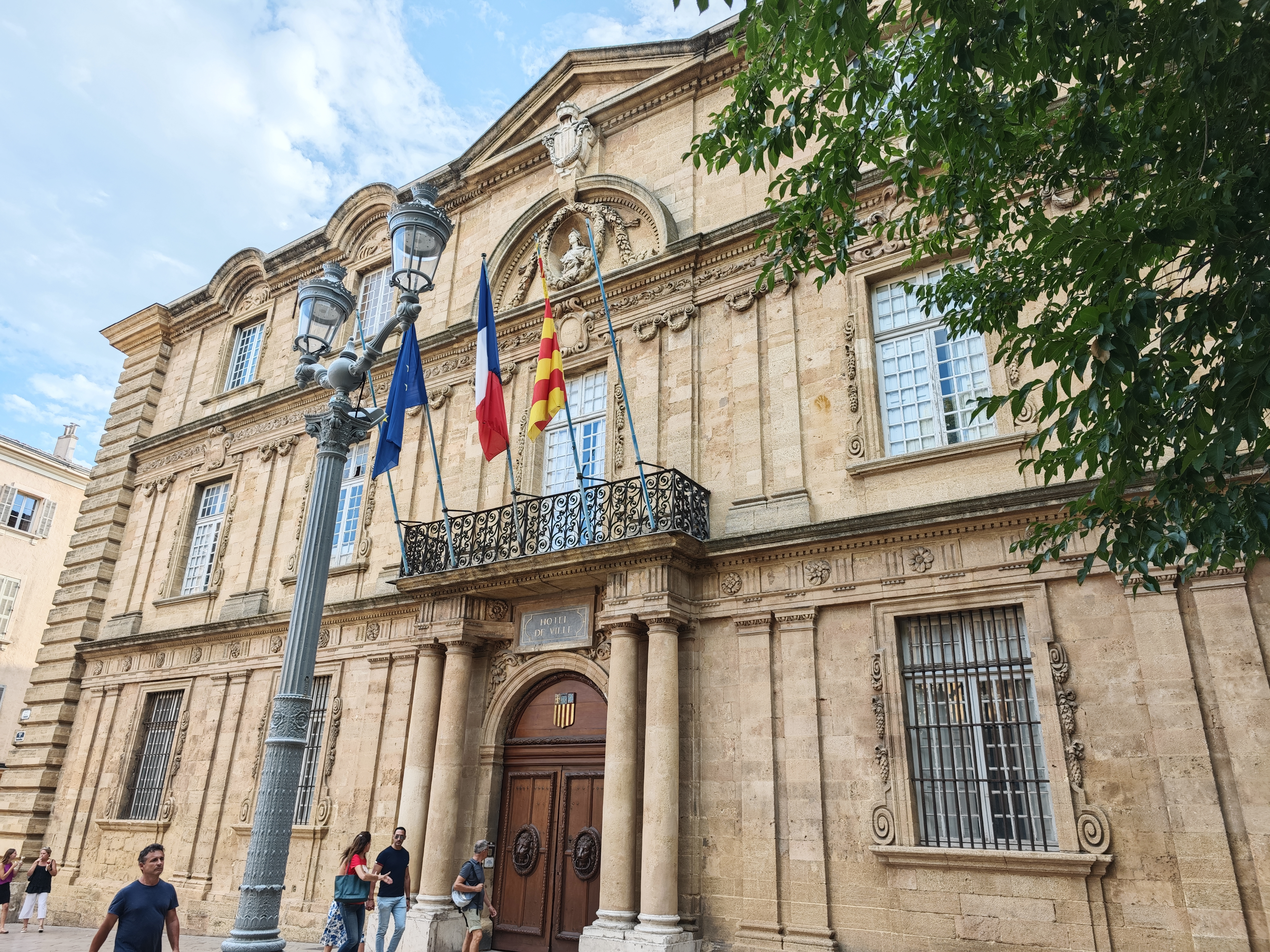
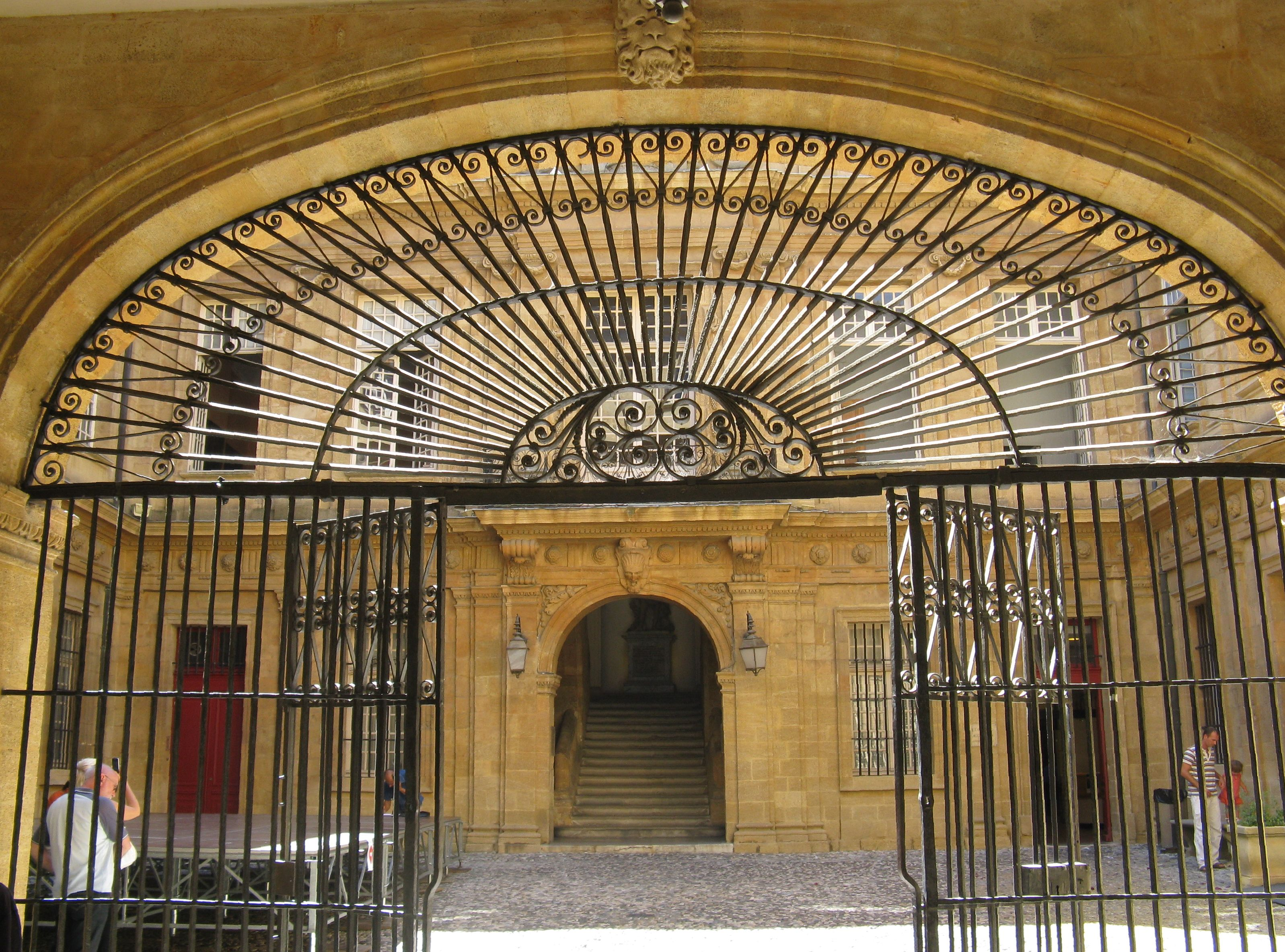
A kovácsoltvas kapu
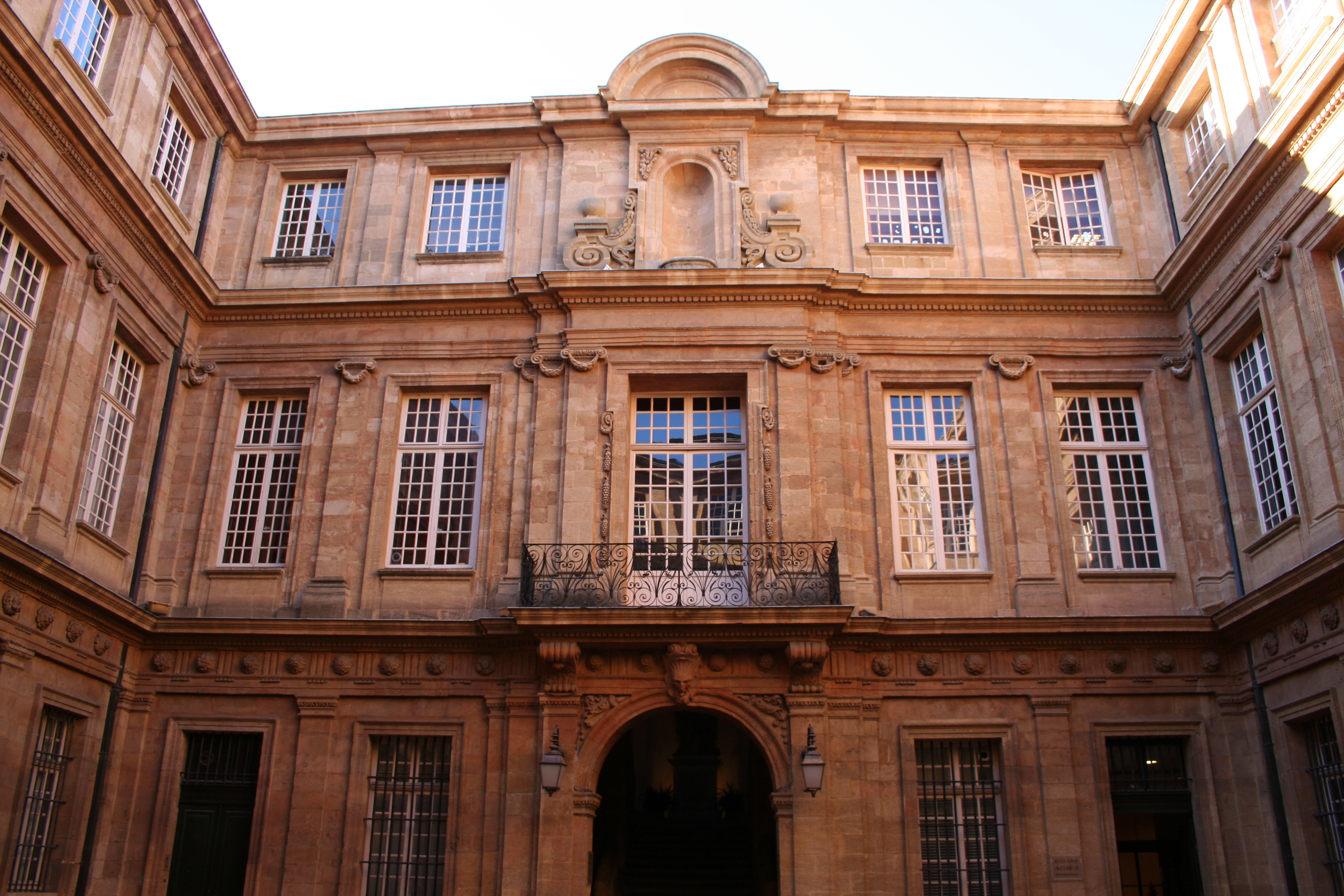
Az udvari homlokzat
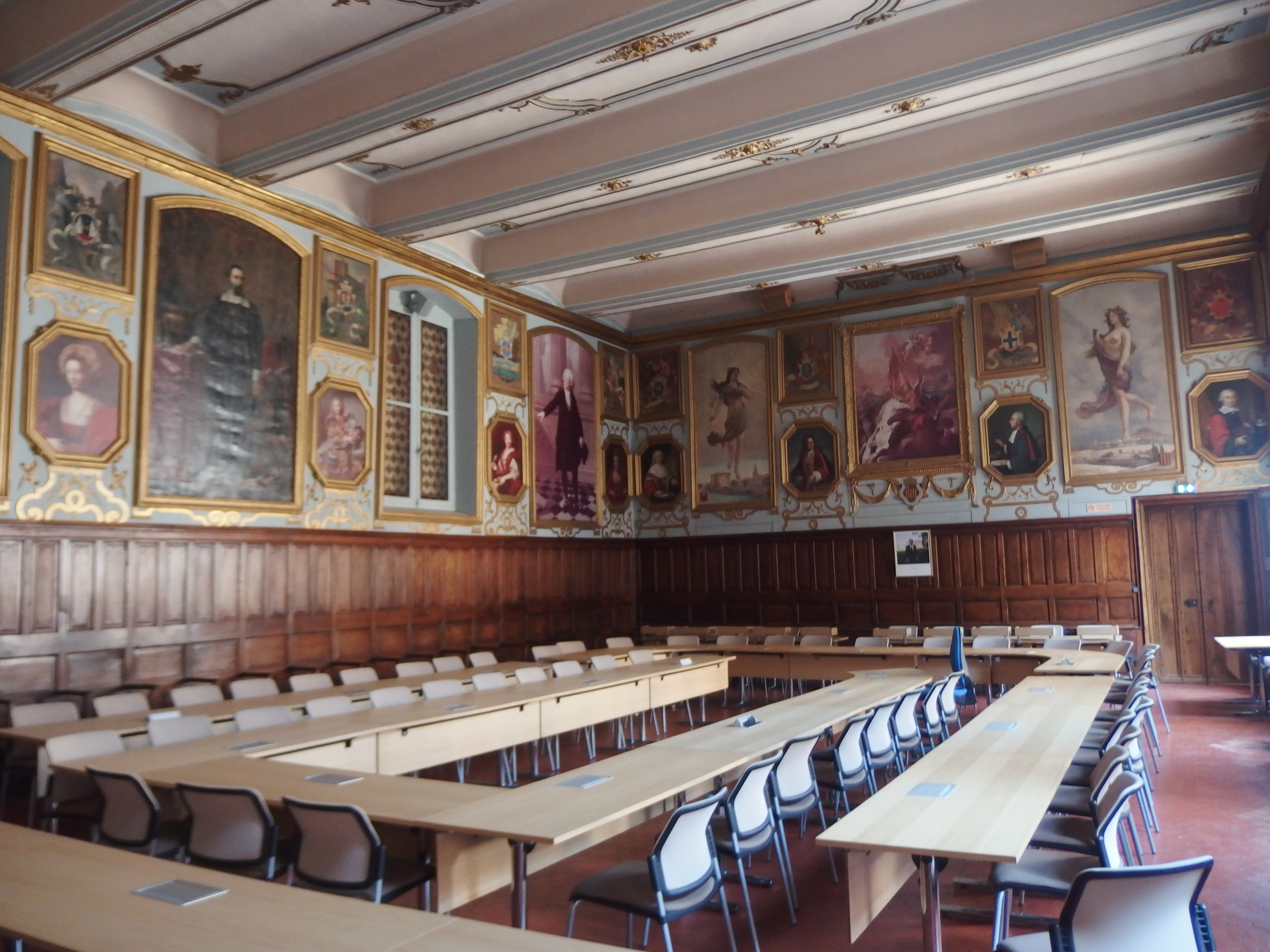
A tanácsterem (2015)